# اونا مارسون
اونا ماد ویکتوریا مارسون (انگلیسی: Una Maud Victoria Marson؛ زاده ۶ فوریه ۱۹۰۵ – درگذشته ۶ مه ۱۹۶۵) فمینیست، کنشگر و نویسنده اهل جامائیکا بود که اشعار، نمایشنامه‌ها و برنامه‌های رادیویی تولید می‌کرد.
او در سال ۱۹۳۲ به لندن سفر کرد و اولین زن سیاه‌پوستی بود که در طول جنگ جهانی دوم توسط بی‌بی‌سی استخدام شد. در سال ۱۹۴۲، او تهیه‌کننده برنامه «تماس با هند غربی» (Calling the West Indies) شد و آن را به «صداهای کارائیب» تغییر نام داد که به انجمن مهمی برای آثار ادبی کارائیب تبدیل شد. او چندین مصاحبه مهم از جمله مصاحبه با کن «سنیکشیپس» جانسون، را در سال ۱۹۴۰ انجام داد.

## زندگی
یونا مارسون در ۶ فوریه ۱۹۰۵ در سانتاکروز، جامائیکا به دنیا آمد. مارسون با راه‌اندازی مجله «جهان وطن» در سال ۱۹۲۸ اولین ناشر و سردبیر مجلهٔ زن جامائیکا شد - نشریه‌ای که بر مسائل جنسیتی و بی‌عدالتی اجتماعی متمرکز بود. الهاماتی که او از فضای سیاسی و ادبی لندن گرفت، باعث شد در سال ۱۹۳۳ به این شهر نقل مکان کند. او که از نژادپرستی که با آن مواجه شد شوکه شده بود، در کنار همکار مهاجر کارائیبی خود، دکتر هارولد مودی، بنیانگذار گروه حقوق مدنی لیگ (The League)، شروع به مبارزه برای حقوق برابر برای رنگین پوستان کرد.
مارسون در سال ۱۹۳۶ به وطن خود بازگشت تا نسل جدیدی از نویسندگان جامائیکایی را پرورش دهد. او در حین نوشتن شعر و نمایشنامه‌های خود - که اغلب خود تأمین مالی آن‌ها را عهده‌دار بود - صندوق نجات کودکان جامائیکا را تأسیس کرد.
در سال ۱۹۳۸ پس از نقل مکان مجدد به انگلستان، او در بی‌بی‌سی سمتی گرفت و در آنجا با جرج اورول کار کرد و شعرهای او را در کنار تی. اس. الیوت خواند، و برنامه هفتگی محبوب «تماس با هند غربی» (Calling the West Indies) را تولید کرد که برای اولین بار در سال ۱۹۴۳ پخش شد. او اشعار و داستان‌های کوتاه از نویسندگان کارائیب را به نمایش گذاشت و به نویسندگانی مانند ساموئل سلوون جایگاه و صدای بین‌المللی داد. همچنین دیدگاه یک زن را نسبت به جنبش جهانی سیاه‌پوستان که عمدتاً تحت سلطه مردان است و نیز صدایی مرتبط فرهنگی را برای جامعهٔ رو به رشد کارائیبی بریتانیا منتشر کرد.

## بزرگداشت و میراث
شعر مارسون بیش از مشارکت‌های ادبی او شناخته شده‌است. نوشته‌ها و اشعار او بود که بر پخش برنامه‌ای که او بیشتر شهرتش را مدیون آن است، اثر گذاشت و میراث او را برای کشف نسل‌های آینده گسترش داد.
دلیا جارت-ماکولی، زندگی‌نامه‌نویس او (در زندگی یونا مارسون، ۱۹۰۵–۱۹۶۵)، او را به‌عنوان اولین «فمینیست سیاه‌پوست بریتانیایی که علیه نژادپرستی و تبعیض جنسی در بریتانیا سخن گفت» توصیف کرده‌است.
در سال ۲۰۰۹، از دستاوردهای او با نصب یک پلاک آبی در خانهٔ پیشین او در پارک برانزویک لندن تجلیل شد.
در ۱۰ اکتبر ۲۰۲۱، جستجوگر گوگل با تغییر دودل در بریتانیا و جامائیکا از او تقدیر کرد.